# قرار مجلس الأمن التابع للأمم المتحدة رقم 2018
قرار مجلس الأمن التابع للأمم المتحدة رقم 2018، المتخذ بالإجماع في 31 أكتوبر 2011.

## القرار
أدان المجلس «جميع أعمال القرصنة والسطو المسلح في البحر التي ترتكب قبالة سواحل دول خليج غينيا».
وفقًا لتقارير المنظمة البحرية الدولية وإدارة الشؤون السياسية التابعة للأمم المتحدة، فإن القرصنة في الخليج، الذي يقع على حدود البلدان الساحلية لغرب إفريقيا من غانا إلى الجابون، آخذ في الازدياد في السنوات الأخيرة.
رحب القرار 2018 «باعتزام عقد قمة رؤساء دول خليج غينيا للنظر في استجابة شاملة في المنطقة وشجع دول المجموعة الاقتصادية لدول غرب إفريقيا والمجموعة الاقتصادية لدول وسط إفريقيا ومفوضية خليج غينيا لوضع إستراتيجية شاملة».
كما تناول القرار 2018 التعاون بين الدول والمنظمات الإقليمية وصناعات الشحن والتأمين، قائلاً إنه إلى جانب المنظمة البحرية الدولية، يجب أن تعمل هذه الكيانات معًا لتقديم المشورة والتوجيه للسفن التي تبحر في الخليج.

## روابط خارجية
- النص الكامل لقرار مجلس الأمن 2018